# Susan Hurley
Susan Lynn Hurley (ur. 16 września 1954 w Nowym Jorku, zm. 16 sierpnia 2007) – amerykańsko-brytyjska filozofka, zajmująca się szczególnie problematyką etyczną w kontekście kognitywistycznym; jej prace wyróżniają się interdyscyplinarnością.

## Życiorys
Zdobywszy dyplom z prawa na Uniwersytecie Harvarda, Hurley obroniła doktorat z filozofii na Oxfordzie w 1983 r., pod kierownictwem Johna McDowella. Skończyła swoją karierę na uniwersytecie w Bristolu, z punktu widzenia stanowisk naukowych zwróciła na siebie uwagę będąc pierwszą kobietą wybraną do prestiżowego oksfordzkiego college, All Souls (w 1981 r.).

## Publikacje

### Jako autor
- Natural reasons: personality and polity, 1989
- Wittgenstein on practice and the myth of giving, 1995
- Consciousness in action, 1998
- Justice, luck, and knowledge, 2003

### Jako redaktor merytoryczny
- Foundations of decision theory: issues and advances (redaktor, & Michael Bacharach), 1991
- On human rights: The Oxford amnesty lectures (redaktor, & Stephen Shute), 1993
- Perspectives on imitation: from neuroscience to social science (redaktor, & Nick Chater), 2005
- Rational animals? (redaktor, & Matthew Nudds), 2006